# 吳子嘉
吳子嘉（1953年8月14日—），綽號吳董，台灣新聞工作者。吳子嘉曾任環球電視董事長、中國鋼鐵公司董事、民視大股東，現任美麗島電子報董事長。1997年3月12日加入民主進步黨，為美麗島系黨員；2019年2月26日，被民主進步黨台北市黨部決議開除黨籍，并于2021年10月15日生效。現於YouTube上開設網播節目《董事長開講》，並擔任主講人之一。

## 早年
吳子嘉出生於高雄市岡山區眷村，籍貫浙江省宁海县，父親為國軍富臺部隊軍人，吳子嘉因此從在臺北市的富臺新村長大。

## 民主進步黨

### 美麗島系系員
吳子嘉與《美麗島電子報》的主要創辦人（如前民進黨主席許信良）及撰稿人（如《美麗島電子報》副董事長郭正亮）均為民主進步黨內主張兩岸和解路線的美麗島系成員。

### 頂新獻金案
2014年，發生頂新廢油案，吳子嘉嗆聲民進黨各大派系都有拿頂新的錢。

### 推動廢除台獨黨綱
2016年，吳子嘉和郭正亮等人一起推動廢除民進黨台獨黨綱，以「維持現狀」。2018年7月吴子嘉在接受中国大陆深圳卫视《直播港澳台》采访时更宣称自己“并未想搞台独”。

### 白血球說
2018年7月4日，吳子嘉在台北流行廣播電台《POP大國民》說，2014年九合一選舉時他積極為民進黨效力，在黨內算是有一些「存款」，不怕因批判民進黨而被開除黨籍，「我們扮演白血球的功能，其實獲得黨內非常多的支持和掌聲」。

### 開除黨籍
2019年2月26日，民進黨台北市黨部主任委員陳正德證實，由於民進黨基層無法接受吳子嘉經常以「從泛綠民眾觀點聽起來像是造謠污衊的言論」批判民進黨，民進黨台北市黨部評議委員會8位委員「一致同意」開除吳子嘉黨籍，但仍必須送到民進黨中央評議委員會決議。吳子嘉說「民進黨號稱尊重言論自由，現在卻以他污衊民進黨、污衊民進黨籍中華民國總統蔡英文為由將他開除黨籍」，表示令他無法接受。「宅神」朱學恆表示，民進黨不解決問題，反而解決提出問題的人，「飛鳥盡，良弓藏；黨敗選，責子嘉」。吳子嘉不滿陳正德說他是「滅黨之人」，他在東森新聞台《關鍵時刻》公開自己的民進黨黨證，說《美麗島電子報》民調讓民進黨某些人不開心，他將把《美麗島電子報》民調從每個月做一次改成每星期做一次，讓他們知道誰是真正的民進黨大佬。朱學恆在facebook公開吳子嘉的民進黨黨證正面照片，吳子嘉入黨日期為1997年3月12日。
2019年2月27日，吳子嘉表示，民進黨「台北市黨部以上高層」下指示封殺他，以為這樣就能降低民進黨在2020年中華民國總統選舉的危機，卻等於宣告民進黨的兩岸政策要走激進路線、放棄爭取中間選民回籠。吳子嘉還說，本月22日他參加中華經濟及教育協會餐會，席開將近一百桌，前中華民國國家安全會議秘書長蘇起演講時指出，美國在台協會官員私下告訴他，台灣唯一可以信賴的民調就是《美麗島電子報》民調。
2020年3月4日，民進黨中央評議委員會決定不開除吳子嘉黨籍。
2021年10月15日，根據名嘴李正皓爆料，民進黨中評會於今日通過開除吳子嘉黨籍；並表示吳子嘉本人將會申訴。

## 爭議

### 環球電視經營
1999年7月，吳子嘉成立「環視多媒體股份有限公司」接手經營環球電視。
1999年11月20日，吳子嘉與鈕廷莊、蔡正義、張平沼、陳武剛簽下協議書，約定由環視多媒體承擔環球電視債務，另支付新台幣八千萬元給鈕廷莊、蔡正義、張平沼與陳武剛。
1999年12月6日，由於不滿吳子嘉拖延「以一股（新台幣）十元入股」的承諾長達一年多而導致環球電視每股價值歸零，鈕廷莊、蔡正義、張平沼與陳武剛分別寄存證信函給吳子嘉，表態終止協議，不再履行協議書內容。
1999年12月8日，國際環球多媒體通過該公司董事長蔡豪擔任環球電視董事長，貼了公告在環球電視總部大門上，吳子嘉立即叫員工撕下，雙方爆發衝突，造成多位員工受傷，吳子嘉要求環球電視新聞部攝影記者拍攝並予以現場直播。吳子嘉同時指控，鈕廷莊曾在行政院新聞局局長趙怡也在現場的情況下要求他必須全力支持某位總統參選人，但被他拒絕，所以他認為環球電視的股權與經營權之爭與政治有直接關係。
2000年3月，新世紀國會辦公室執行長林宜正說，吳子嘉為了方便操作環球電視，未經股東大會或董事會同意，即擅自變更為「環視多媒體股份有限公司」；2000年2月18日前，張俊宏邀請全民電通董事共同討論後，全民電通董事會正式發表聲明稿否認投資環視多媒體，環視多媒體並非全民電通子公司，吳子嘉對外一切行為與全民電通無關。
2000年3月27日，環視多媒體臨時股東會共同推選民進黨全國不分區立法委員巴燕達魯擔任董事長，已取得中華民國經濟部核發營業執照，環視多媒體執行董事鍾金江與相關人員立即前往環球電視準備進行新舊董事長交接；吳子嘉宣稱，巴燕達魯當選與1999年6月28日環球電視及全民電通召開的董事會決議不符，他仍舊是環視多媒體董事長，不願進行交接。

### 造謠陳時中採購BNT疫苗貪污30億
2023年5月20日，吳子嘉於網路直播節目中指控陳時中在衛福部長任內採購BNT疫苗貪污新臺幣30億，陳時中認為吳子嘉散布不實言論，向台北地方法院提起民事訴訟。2024年7月，一審認為吳子嘉的言論與客觀事實不符，而且未盡合理查證義務，侵害陳時中的名譽權，判吳子嘉應賠償陳時中300萬元。2025年4月，二審改為200萬。

## 美麗島電子報
2011年4月3日，美麗島系資深黨員吳子嘉接受中評社專訪，吳子嘉時任《美麗島電子報》副董事長、民間全民電視公司大股東。
2012年11月23日，許信良於《美麗島電子報》董事會提案，為了強化經營團隊陣容，敦請民進黨籍立法委員郭正亮擔任董事及副董事長；此提案經董事會全體決議通過，即日起生效。
2016年6月18日，許信良宣布辭去《美麗島電子報》董事長一職，副董事長吳子嘉接任董事長，郭正亮仍為副董事長。

## 其他活動

### 參加中國大陸閱兵儀式
2015年，前民進黨主席許信良、美麗島電子報董事長吳子嘉受邀參加中國大陸閱兵儀式。

### 串聯發動撤換郭倍宏
2017年，串聯倒郭派發動撤換獨派民視董事長郭倍宏。

### 表態支持柯文哲

#### 2018年臺北市長選舉
2018年7月吳子嘉在廣播節目上稱自己的戶籍在台北市，年底要投票投給柯文哲。
2018年末，吳子嘉在選前2天在各大政論節目喊話「柯文哲100%落選」。選舉結束後他在節目上曝光了一份選前一周的民調，柯文哲從一開始領先，到選前幾天幾乎要落選，他稱此舉就是要幫他把流失的選票催回來。而2018年台北市市長選舉，柯文哲票數最後以3254票的些微差距險勝丁守中
。2022年1月29日，吳子嘉在其主持的網路節目《董事長開講》中就相關情況再次進行説明。

#### 《吳董談大選》
2019年5月20日，吳子嘉與打臉名嘴的RJ合作，自費開設YouTube網播節目《吳董談大選》。
吳子嘉曾在此節目上表態支持柯文哲，因為柯文哲是臺灣最誠實最認真的政治人物，且因為自己是中華民國派，就是中華民國是主權獨立國家，以憲法為基礎，臺灣是我們的故鄉，是生我、育我、我長大的地方，我老死也在臺灣，可是我們的國家叫中華民國。就這樣一個事情，可以讓我們臺灣的本土派有機會和北京對話，尋找一個我們的出路，他認為，柯文哲的雙城論壇，是要帶台灣派找出一條出路。柯文哲的意識形態和他的路線，跟自己要達成的目標完全契合。柯文哲若參選2020，使命就是為台灣派走出一條出路，在中美各大國家中，為台灣找一個可以互動、可以生存的空間，為下一代20年的年輕人找到一個可以活的地方。
在台灣民眾黨成立後，他也曾在此節目建議，可以提名兩種人，分別是會當選的人和會害別人落選的人;要利用吳董談大選以草根論壇的形式，到處舉辦柯文哲見面會到2024年，並形容其為柯粉大閱兵，目的是將柯文哲的空軍化為傘兵，以證明實力，吸引更好的立委人選，讓世界看到台灣選總統能用O2O(online to offline)的方式，並已於臺北、臺中、桃園和高雄舉辦四場。
2023年7月14日，由於董事長開講場次問題，與柯文哲陣營產生矛盾之後，態度及立場轉變，已不如過往支持；而原與其在董事長開講共同主持的台灣民眾黨宜蘭縣黨部主委李偉華也在之後改由立場為藍營的張禹宣取代共同主持，多次在直播節目中表示自己是賴系人馬並表態支持賴清德，並呼籲臺灣臺北地方檢察署儘快偵辦柯文哲。2024年8月30日，柯文哲因涉京華城案，經廉政署帶返台北地檢署接受調查，並終於9月5日將其羈押禁見。 

### 韓國瑜新莊王小姐說
2019年5月31日，吳子嘉爆料韓國瑜有小三，並稱其為新莊王小姐。其後遭韓國瑜親往北檢控告吳子嘉涉誹謗罪。
2019年8月29日，台北地檢署調查後認定吳子嘉未經合理查證，依妨礙名譽將他起訴，對此他在受訪時表示，韓國瑜提告內容分3部分，一是在王小姐家過夜，二是給王小姐錢、買新莊房子，三則是私生女的事情。他所說的一切都有消息來源，也聲請傳喚很多證人，檢察官都有一一調查，也包括王小姐在內。他強調，他從來沒講小三是「王可莉」，都是外界謠言，一直都只說「王小姐」，是他建議檢察官去調閱當初北農案的簽結卷證，後來被查出應該是妹妹「王安莉」。
吳子嘉說，一般妨害名譽案件很少傳原告出庭，但在檢察官傳喚相關證人後，於國民黨初選過後又一度要傳韓國瑜到案，顯然掌握一些具體事證不得不查，才罕見傳喚韓國瑜出庭。而未來在法庭上攻防一定很精彩，保證會讓韓國瑜昏倒。
2020年2月20日，韓國瑜說明由於吳子嘉親赴高雄向他道歉，並表示針對新莊王小姐的相關陳述內容，有查證不夠周延的瑕疵，所以選擇撤告。

### 提告李佳芬、潘恆旭妨害名譽
2019年8月22日，吳子嘉針對李佳芬於日前受訪表示「黑韓已經無上限、道德也無下限，所有談話的人，手上完全沒有證據，我統括他們一句話，他們全都改名換姓，這些人就叫『吳子嘉』們」；潘恆旭受訪時稱「黃光芹、楊秋興、吳子嘉為『謠言食物鏈』，都是黑白講、道聽塗說、沒有證據」提出妨害名譽告訴。

### 攻擊四叉貓
2022年8月25日，四叉貓指北市府欠燈會廠商上千萬元款項，隨後遭北市府反駁該案不僅已結清，且法院對兩造糾紛也裁定北市府勝訴。2022年8月28日，吳在其節目《董事長開講》看到「四杈貓」為名的帳號抖內留言立刻反唇相譏。

## 主持節目
| 年份                        | 平台    | 節目名稱   | 備註                                                                                              |
| 2019年5月20日-2019年9月28日 | Youtube | 吳董談大選 | 與打臉名嘴的RJ合作，作為主講人。                                                                  |
| 2021年7月17日-至今          | Youtube | 董事長開講 | 与台湾民众党宜兰县主任委员李伟华合作，共同主持并邀请来宾评论时事。目前节目时段为每周三四中午12:30 |

## 參與節目

### 電視節目
| 年份                 | 頻道       | 節目名稱 | 備註         |
| 2018年-2025年1月17日 | 東森新聞台 | 關鍵時刻 | 擔任固定來賓 |

## 外部連結
- YouTube上的董事長開講（原“吳董談大選”）頻道
- 董事長開講的Facebook專頁